# Абрамов, Евгений Александрович
Абрамов Евгений Александрович (род. 8 февраля 1939 года, деревня Макарово, Талдомский район, Московская область) — деятель советских и российских правоохранительных органов, генерал-полковник внутренней службы (1993).

## Биография
В 1956 году окончил среднюю школу. В 1958 году окончил техническое училище в Подольске по специальности «слесарь-механик по сборке и монтажу». С 1958 по 1960 году работал слесарем-механиком на Подольском механическом заводе. В 1960 году уехал в Москву и поступил в университет.
В 1965 году окончил юридический факультет Московского государственного университета имени М. В. Ломоносова. С 1965 года работал следователем в следственном отделе Подольского городского отдела внутренних дел. Через несколько лет был переведён в следственное управление УВД Мособлисполкома: следователь, старший следователь. Затем — заместитель начальника отдела, начальник отдела, заместитель начальника и начальник следственного управления в ГУВД Мособлисполкома. С 1986 года — начальник организационно-инспекторского управления ГУВД Мособлисполкома.
С 26 октября 1990 года по 1991 или 1992 год — заместитель Министра внутренних дел РСФСР — начальник службы расследования преступлений. С 29 января 1992 года — первый заместитель Министра внутренних дел Российской Федерации (повторно назначен на этот же пост 18 апреля 1992 года). Одновременно с 1992 года был также первым председателем созданного Экспертного совета МВД России по вопросам нормотворческой работы, с 16 ноября 1993 — членом Контрольно-наблюдательного совета при Совете министров — Правительстве Российской Федерации, с июня 1995 года — членом Федеральной комиссии по правовой информации. Многократно представлял Правительство в Федеральном Собрании Российской Федерации при рассмотрении внесённых Правительством законопроектов.
30 июня 1995 года с поста Министра внутренних дел Российской Федерации был снят Виктор Ерин, Евгений Абрамов некоторое время исполнял обязанности министра и возглавлял министерство до назначения министром 6 июля 1995 года генерал-полковника Анатолия Куликова. Вскоре Абрамов был освобождён от поста первого заместителя министра.
Находится в отставке. Живёт в Москве. Был вице-президентом по безопасности в ЗАО «Росинвестцентр». Является председателем Попечительского совета Международного фонда поддержки правовых инициатив.
Награждён медалями. Заслуженный работник Министерства внутренних дел Российской Федерации.